# 柯普定律 (热力学)
柯普定律包含有二条定律：
1. 在标准温度和压力下，固体化合物的热容近似等于组成这化合物的元素原子热容的总和。这些组元原子具有低于杜隆-佩蒂特定律所要求的热容值[1]。
2. 有机化合物的沸点和这些化合物所含CH2 的数目存有规律性的关系[2]。

## 歷史
柯普定律是德国化学家赫曼·柯普（1817-1892）发明的。